# マイネアトリーチェ
マイネアトリーチェとは日本の競走馬。かつて日本最長の192連敗という記録を保持していたが、記録は後に更新された（後述）。
名前の由来は冠名+イタリア語で「女優」という意味の"Attrice"。

## 経歴

### 誕生・デビュー前
2003年4月22日、静内町にある藤本牧場で生まれ、2004年の北海道サマーセールで367万5000円で取引が行われた。栗東の宮徹厩舎に入厩した。

### 連敗
2005年10月23日の京都競馬場第4レース、2歳新馬でデビューしたが結果は9頭立て6着に敗れた。
中央競馬では6戦0勝に終わり、金沢の服部健一厩舎へ移籍した。その後兵庫、愛知、笠松とさらに所属を変えるものの、連敗は続いた。それまでカンムリホルダーの保持していた179連敗という記録を更新し、通算192戦0勝、192連敗という当時日本記録の成績で2012年7月16日に競走馬登録を抹消された。
マイネアトリーチェが保持していた192連敗という記録は、2020年8月18日にダンスセイバーによって更新された。ダンスセイバーは2021年まで現役を続け、記録を229連敗に伸ばして登録抹消された。また2025年に登録抹消されたナミノハナもマイネアトリーチェを上回る198連敗という記録を残した。

## 血統表
| マイネアトリーチェの血統      | マイネアトリーチェの血統                         | マイネアトリーチェの血統                      | （血統表の出典）                              | （血統表の出典）      |
| 父系                          | フォルティノ系                                   | フォルティノ系                                | フォルティノ系                                | [ § 2 ]               |
| 父 タマモクロス 1984 芦毛     | 父の父シービークロス 1975 芦毛                   | *フォルティノ                                 | Grey Sovereign                                | Grey Sovereign        |
| 父 タマモクロス 1984 芦毛     | 父の父シービークロス 1975 芦毛                   | *フォルティノ                                 | Ranavalo                                      |                       |
| 父 タマモクロス 1984 芦毛     | 父の父シービークロス 1975 芦毛                   | ズイショウ                                    | *パーソロン                                   | *パーソロン           |
| 父 タマモクロス 1984 芦毛     | 父の父シービークロス 1975 芦毛                   | ズイショウ                                    | キムラス                                      |                       |
| 父 タマモクロス 1984 芦毛     | 父の母グリーンシャトー 1974 栗毛                 | *シャトーゲイ                                 | Swaps                                         | Swaps                 |
| 父 タマモクロス 1984 芦毛     | 父の母グリーンシャトー 1974 栗毛                 | *シャトーゲイ                                 | Banquet Bell                                  |                       |
| 父 タマモクロス 1984 芦毛     | 父の母グリーンシャトー 1974 栗毛                 | クインビー                                    | *テューダーペリオッド                         | *テューダーペリオッド |
| 父 タマモクロス 1984 芦毛     | 父の母グリーンシャトー 1974 栗毛                 | クインビー                                    | コーサ                                        |                       |
| 母 ブライトステージ 1987 鹿毛 | 母の父*ラッキーソブリン Lucky Soverign 1974 鹿毛 | Nijinsky II                                   | Northern Dancer                               | Northern Dancer       |
| 母 ブライトステージ 1987 鹿毛 | 母の父*ラッキーソブリン Lucky Soverign 1974 鹿毛 | Nijinsky II                                   | Flaming Page                                  |                       |
| 母 ブライトステージ 1987 鹿毛 | 母の父*ラッキーソブリン Lucky Soverign 1974 鹿毛 | Sovereign                                     | Pardao                                        | Pardao                |
| 母 ブライトステージ 1987 鹿毛 | 母の父*ラッキーソブリン Lucky Soverign 1974 鹿毛 | Sovereign                                     | Urshalim                                      |                       |
| 母 ブライトステージ 1987 鹿毛 | 母の母ネイティブスター 1977 鹿毛                 | Native Charger                                | Native Dancer                                 | Native Dancer         |
| 母 ブライトステージ 1987 鹿毛 | 母の母ネイティブスター 1977 鹿毛                 | Native Charger                                | Greek Blond                                   |                       |
| 母 ブライトステージ 1987 鹿毛 | 母の母ネイティブスター 1977 鹿毛                 | *シアンド                                     | Damascus                                      | Damascus              |
| 母 ブライトステージ 1987 鹿毛 | 母の母ネイティブスター 1977 鹿毛                 | *シアンド                                     | Scorn                                         |                       |
| 母系(F-No.)                   | (FN:8)                                           | (FN:8)                                        | (FN:8)                                        | [ § 3 ]               |
| 5代内の近親交配               | Polynesian 5×5 = 6.25%、Nasrullah 5×5 = 6.25%    | Polynesian 5×5 = 6.25%、Nasrullah 5×5 = 6.25% | Polynesian 5×5 = 6.25%、Nasrullah 5×5 = 6.25% | [ § 4 ]               |
| 出典                          | 1. 2. 3. 4.                                      | 1. 2. 3. 4.                                   | 1. 2. 3. 4.                                   | 1. 2. 3. 4.           |

- 半姉にトゥインクルレディー賞、京成盃グランドマイラーズ優勝馬でTCK女王盃3着のユニティステージ（父・カコイーシーズ）がいる[19]。